# Frank F. Braun
Frank F. Braun (* 28. Februar 1895 in Sudenburg; † 10. oder 11. November 1974 in Berlin) war ein deutscher Krimiautor.

## Leben und Wirken
Braun wurde als Fernando Max Richard Kehrt geboren. Am 13. September 1910 wurde er vom Kaufmann Rudolf Braun aus Hamburg adoptiert und hieß nun Fernando Max Richard Braun. Braun wuchs in Hamburg auf. Später lebte er in Lesa am Lago Maggiore, Italien.

## Werk
Braun schrieb ungefähr 50 Kriminalromane. Diese Romane wurden in mehrere Sprachen übersetzt, darunter Tschechisch, Italienisch, Norwegisch, Schwedisch, Holländisch. Einige in den 1930er Jahren erschienene Romane von Braun wurden in den 1950er Jahren neu aufgelegt. Drei seiner Romane wurden verfilmt. Aus einem Roman wurde ein Kriminalhörspiel für den Rundfunk produziert. Brauns Romane erschienen in führenden Krimiverlagen, wie Friedrich Rothbarth Verlag, Goldmann Verlag, Deutscher Verlag, Aufwärts-Verlag Maxim Klieber Berlin in der Reihe Der Aufwärts-Kriminal-Roman. Sie wurden teilweise in auflagenstarken Zeitungen als Fortsetzungsromane abgedruckt, wie Berliner Illustrirte Zeitung, Koralle, Simplicissimus. Einige von Brauns Romanen wurden in neuerer Zeit (2015) vom Verlag Lindhardt og Ringhof als E-Books angeboten.

## Gericht über Henricus Marschall
Als Beispiel für ein Buch von Braun wird hier sein Roman Gericht über Henricus Marschall beschrieben. Viele seiner Krimis sind nach einem ähnlichen Muster angelegt.
Der Krimi Gericht über Henricus Marschall erschien 1941 als Band 16 in der Reihe Der Aufwärts-Kriminal-Roman beim Aufwärts-Verlag Maxim Klieber Berlin (1942 in 2. Auflage). Insgesamt erschienen in dieser Reihe fünf Krimis von Braun. Braun kombiniert in seinen Büchern das Genre des Kriminal- mit dem Genre des Liebesromans. Er führt möglichst viele Paare ein, die sich dann zum Happy End des Buches alle kriegen und heiraten.
Das Buch spielt im Jahr 1940 in Berlin, München und Tutzing im bürgerlichen Milieu. Obwohl der Nationalsozialismus im damaligen Deutschland in voller Blüte stand, ist im Roman davon nichts zu bemerken. Niemand benutzt den Hitlergruß. Es gibt keine abfälligen Bemerkungen über Juden oder andere Völker.
Die handelnden Personen sind ein Oberlehrer Müller, sein Dienstmädchen Anna, ein promovierter Chemiker Guduller, Studienkollege von Müller, eine Chemie-Assistentin und Lazarett-Krankenschwester Angelika, ein Chemie-Professor Markobrunn, dessen Schwester Berta, ein braver, fleißiger Kaufmann Kossa, Partner von Henricus Marschall, eine Schauspielerin Franziska, ihr fünfjähriger Sohn Hinrich, ihr Dienst- und Kindermädchen Frieda und der Ehemann von Franziska, der Hauptbösewicht, ein verschwenderischer, fauler, betrügerischer Elektroingenieur und Kaufmann Henricus Marschall.
Die Handlung wird bieder, aber straff und spannend erzählt. Insgesamt ereignen sich zwei Morde. Die vorkommenden Frauengestalten sind keine bloßen Statisten, sondern intelligente, aktiv und selbständig in die Handlung eingreifende Figuren, das gilt auch für die Dienstmädchen.
Dass sich Deutschland im Krieg befindet, wird mehrfach angedeutet:
- Oberlehrer Müller kauft morgens die Zeitung und liest die Berichte des Oberkommandos der Wehrmacht.[6]
- Guduller ist Feldwebel, bekam das E. K. I und liegt verwundet in München im Reservelazarett.[6]
- Anna fragt Müller, ob es einen Sieg an der Front gegeben habe.[6]
- Guduller macht sich Gedanken, wie er als kriegsverwendungsunfähiger Chemiker dem Reich die besten Dienste leisten kann.[7]
- Es ist Krieg, Benzin ist rationiert. Privatfahrten sind denen, die berufsbedingt noch einen PKW haben und dafür Benzin bekommen, verboten. Bei diesen Personen wurden das Kfz-Kennzeichen und die Kraftfahrzeugpapiere mit einem roten Winkel gestempelt, daher wurden sie auch Rotwinkler genannt (nicht zu verwechseln mit dem roten Winkel, der eher ein rotes Dreieck war, zur Kennzeichnung politischer Gefangener in den KZs).[8][9][10]
- Den Liebespaaren droht die Gefahr, dass der Partner eingezogen wird, und drängt sie zu schneller Hochzeit.[11]
- Jeden Abend werden die Fenster sorgfältig verdunkelt.[12]
- Die Privat-PKW wurden beschlagnahmt und werden für den Krieg verwendet.[13]
- Es werden Luftschutzversammlungen abgehalten.[14]

Der Krieg wird mit Mangel, Verwundung, Gefahr, Trennung assoziiert. Der Frieden wird mit Sehnsucht herbeigewünscht. Der Begriff Friedensware für vor dem Kriegsbeginn hergestellte Sachen deutet den durch den Krieg entstandenen Mangel und die Verschlechterung der Qualität an.

## Werk (Auswahl)

### Kriminalromane in der ReiheDer Aufwärts-Kriminal-Roman
- Band 3: Der dritte Schuß, 1940, Aufwärts-Verlag Maxim Klieber Berlin
- Band 11: Kriminalakte Wallerstein, 1941, Aufwärts-Verlag Maxim Klieber Berlin, neu: 2015, Lindhardt og Ringhof, ISBN 978-87-11-47325-2
- Band 16: Gericht über Henricus Marschall, 1941, Aufwärts-Verlag Maxim Klieber Berlin
- Band 19: Der Kreidestrich, 1941, Aufwärts-Verlag Maxim Klieber Berlin, neu: 2015, Lindhardt og Ringhof, ISBN 978-87-11-47314-6
- Band 23: Eva mit der Schlange, 1941, Aufwärts-Verlag Maxim Klieber Berlin
- Band 33: Der letzte Mann, 1953, Aufwärts-Verlag Maxim Klieber Berlin und 1959 neu als Marken Verlag Erdball-Romane: Kriminal-Roman Nr 682

### Weitere Kriminalromane
- Brrr … Nonnensee, 1930, Leipzig Bern, Rothbarth, auch: Leipzig: Glöckner, Glöckner-Bücher 70
- Laubach gibt auf, 1932, Leipzig, Goldmann, Die blauen Goldmann-Bücher
- Hexenschaukel, 1932, Berlin, Buchgemeinde, Band 1
- Nina und der Edelstein, 1933, Berlin, Schles. Verl.-Anst.; Wien; Leipzig: J. Müller & Co.
- Dr. Lossels Geschäfte, 1934, Leipzig, Goldmann, Die neuen blauen Goldmann-Bücher
- Akte Korrenkamp, 1935, neu: 1954, Goldmann, Goldmanns Taschen Krimi, Band 56, neu: 2015, Lindhardt og Ringhof, ISBN 978-87-11-48751-8
- Der Trick mit der Uhr, 1938, Berlin, Auffenberg, 1938, auch: Leipzig, Goldmann, Goldmanns Roman-Bibliothek Bd. 83, neu: 1942 Aufwärts Verlag, 30 Pfennig Roman 281, neu: 1954 Goldmann TaschenKrimi 56
- Der Zug kann abfahren, 1936, Leipzig, Wien, Goldmann, Goldmanns Roman-Bibliothek Band 38
- Auf Gedeih und Verderb, 1937, Berlin, Zeitschriftenverlag
- War es der im dritten Stock?, 1938, Berlin, Deutscher Verlag, Reihe Uhlen Bücher 107, ISBN 978-87-11-47327-6
- Küsse, Schüsse, Mordverdacht, 1938, Berlin, Deutscher Verlag, Reihe Uhlen Bücher 136
- Akte Fabreani, 1938, Deutscher Verlag, Berlin, Reihe Uhlen-Bücher
- Die Hexe vom Schiffbauerdammm, 1939, Deutscher Verlag, Berlin, Reihe Uhlen Bücher 168
- Der Kampf ums leere Land, 1941, Bilder von Hans Hofmann, 1941, Wien, Deutscher Verlag für Jugend und Volk, Die Junge-Ostmarkreihe, Band 8
- Der Becher des Borgia, 1941, Berlin, Aufwärts Verlag, Dreißig Pfennig Roman 214
- Club Gardenia, 1941, Aufwärts-Verlag, Dreißig-Pfennig-Roman, Band 250
- Ein Schuß im Zirkus, 1941, Aufwärts Verlag, Dreißig Pfennig Roman 246
- Das Geheimnis um Professor Bartholomä, 1941, Aufwärts Verlag, Dreißig Pfennig Roman Band 223
- Platanenallee 15, 1942, Aufwärts Verlag, Dreißig Pfennig Roman 267
- Der Mann, der nicht genannt sein wollte, 1943, Deutscher Verlag, Berlin, Uhlen-Bücher
- Dreimal 24 Stunden, 1945, Aufwärts Verlag, Dreißig Pfennig Roman 314
- Die drei Geliebten Joradins, 1947, Hamburg, Meissner, Reihe Unter der Leselampe, Heft 1, neu 1948 Zürich, Schweizer Druck- u. Verlagshaus
- Die Lawine, 1949, Linz: Demokratische Druck- u. Verlagsgesellschaft, Die Bären-Bücher, Band 8
- Ich habe Dubois erschossen, 1950, Druck- und Verlagsanstalt, Linz, Bären Bücherei Nr 14, Deutsche Ausgabe: Bären Bücherei Nr 3
- Die Lawine, 1950, Druck und Verlagsanstalt, Linz, Bären Bücherei Nr 8, Deutsche Ausgabe Bären Bücherei Nr 2
- Die goldene Dreizehn, 1950, Druck und Verlagsanstalt, Linz, Bären Bücherei Nr 11
- Wo waren Sie gestern abend, 1951, Aufwärts Verlag, Aufwärts Roman Nr 320
- Siebe unter Mordverdacht, 1952, Bergisch Gladbach, Bastei-Verlag, Bastei-Kriminal-Roman, Band 42
- Der goldene Koffer, 1955, Lehning Verlag, Lehning Buch 52
- Das gefälschte Gemälde, 1955, Bergisch Gladbach, Bastei-Verlag, Bastei-Kriminal-Roman, Band 95
- Rote Rosen und ein Schuss, 1958, Hannover: Lehning, Lehnig Roman 247
- Am Tatort – ein Veilchenstrauß, 1958, Hannover: Lehning-Verlag, Luna-Kriminalroman Nr 73, Romanheft
- Inspektor Dubiton stellt eine Falle, 1959, Hannover: Lehning-Verlag, Luna-Kriminalroman Nr 82, Romanheft
- Die Wespe, 1959, Düsseldorf, Dörner, 1959, Drei Punkte Kriminalreihe, Band Nr. 13

### Andere Bücher
- Einfall in London, 1931, Berlin, A. Cassirer Verl., Der gute Unterhaltungsroman (Science-Fiction-Roman)
- Von Liebe reden wir später, 1954, Bertelsmann, 1960 neu: Sigbert Mohn SM-BÜCHER 6
- Der goldene Koffer, 1955, Hannover, Lehning, Lehning Buch 52
- Viel Glück und keine Tränen, 1956, Gütersloh, Bertelsmann, 1956
- Arlette und die Schutzengel, 1957, Hamburg, Dörnersche Verlagsgesellschaft,
- Irrweg der Liebe, 1960, Bern, Hallwag

### Bei Moewig
Frank F. Baun bei Moewig Kriminalroman, Romanhefte 1951–1961, möglicherweise umgetitelte Neuausgaben älterer Veröffentlichungen:
- Nr 03 Zu Gast bei Anthony
- Nr 14 Das Kleeblatt

### Bei Simplicissimus
- Liebe, 1928, in Simplicissimus 24. September 1928 Jg. 33, Heft 26
- Vorspiel, 1928, in Simplicissimus, 15. Oktober 1928 Jg. 33, Heft 29, Seite 368
- Der Trottel, 1929, in Simplicissimus, 10.1929 Jg. 34, Heft 31, Seite 382
- Das Sammelversteck, 1929, in Simplicissimus, 2. Dezember 1929 Jg. 34, Heft 36, Seite 441
- Sterben und sterben lassen, 1929, in Simplicissimus, 9. Dezember 1929 Jg. 34, Heft 37, Seite 452
- Eine Nacht auf dem Wasser, 1930, in Simplicissimus, 23. Juni 1930 Jg. 35, Heft 13, Seite 149
- Ein Mörder, 1930, in Simplicissimus, 1. September 1930 Jg. 35, Heft 23, Seite 272
- Der Prophet von Jamaika, 1930, in Simplicissimus, 29. September 1930 Jg. 35, Heft 27, Seite 314
- Die Flucht, 1931, in Simplicissimus, 13. April 1931 Jg. 36, Heft 2, Seite 22
- Gips, 1931, in Simplicissimus, 10. Dezember 1933 Jg. 38, Heft 37, Seite 440

## Kriminalhörspiel im Radio
- 1938: Der dritte Mann, Reichssender Berlin, 60 Min EA 31. Oktober 1928 Regie Hellmuth Hansen

## Filme auf Grundlage der Bücher von Frank F. Braun
- War es der im 3. Stock?, 1939, nach dem gleichnamigen Roman
- Dein Leben gehört mir, 1939, nach dem Roman Akte Fabreani
- Von Liebe reden wir später, 1953, nach dem gleichnamigen Roman
- Arlette erobert Paris, 1953, nach dem gleichnamigen Roman